# Хигаси-Накано (станция)
Станция Хигаси-Накано (яп. 東中野駅 хигаси накано эки) — железнодорожная станция на линиях Тюо-Собу и Оэдо, расположенная в специальном районе Накано, Токио. Станция обозначена номером E-31 на линии Оэдо. На станции установлены автоматические платформенные ворота.

## Линии
- East Japan Railway Company
  - Линия Тюо-Собу
- Tokyo Metropolitan Bureau of Transportation
  - Линия Оэдо

## История
Станция JR была открыта 14-го июня 1906 года под названием Станция Касиваги (яп. 柏木駅). своё нынешнее название станция получила в 1917 году. Станция Toei была открыта 19 декабря 1997 года.

## Планировка станции

### JR East
Одна платформа островного типа и два пути.
| 1 | ■ Линия Тюо-Собу | Накано, Китидзёдзи, Митака, Такао          |
| 2 | ■ Линия Тюо-Собу | Синдзюку, Отяномидзу, Кинситё, Тиба, Токио |

### Toei
Одна платформа островного типа и два пути.
| 1 | ○ Линия Оэдо | Тотёмаэ, Роппонги, Даймон |
| 2 | ○ Линия Оэдо | Нэрима, Хикаригаока       |

## Близлежащие станции
| «             |  | Линия          |  | »      |
| ------------- |  | -------------- |  | ------ |
| Окубо         |  | Линия Тюо-Собу |  | Накано |
| Накано-Сакауэ |  | Линия Оэдо     |  | Накаи  |